# Silver & Gold
Silver & Gold es el vigésimo quinto álbum de estudio del músico canadiense Neil Young, publicado por la compañía discográfica Reprise Records en abril de 2000.
El álbum, el primero de estudio de Young en solitario en cuatro años desde el lanzamiento de Broken Arrow, supone un retorno musical al folk de publicaciones previas como Harvest y Comes a Time. Además de incluir nuevas composiciones, Silver & Gold también presenta canciones antiguas e inéditas hasta la fecha como «Razor Love», un tema que Young llegó a interpretar en directo con Crazy Horse en 1976 y del cual existen grabaciones pirata. Otro tema, «Silver & Gold», fue un descarte de las sesiones de grabación de Freedom.
Aun así, las letras sugieren una tendencia hacia la tradición familiar y una preocupación por el envejecimiento. En este sentido, el músico se retrotrae a tiempos anteriores sobre su vida y su carrera con un punto de vista cálido y nostálgico, llegando incluso a citar a su primer grupo, Buffalo Springfield, en el tema "Buffalo Springfield Again". 
La fotografía de la portada está tomada con una Game Boy Camera.
El disco fue nominado al Premio Juno en la categoría de álbum tradicional del año en la edición de 2001.

## Recepción
Tras su publicación, Silver & Gold obtuvo en general buenas reseñas de la prensa musical, con una media ponderada de 73 sobre 100 en la web Metacritic basada en catorce reseñas. Stephen Thomas Erlewine de Allmusic escribió: «Es un disco bonito, encantador, de bajo perfil, apenas malo en absoluto - simplemente no está a la altura de las anormalmente elevadas expectativas. Afortunadamente, esas expectativas se desvanecen en juegos repetidos, y Silver & Gold se revela como un buen disco de Neil Young. Nada particularmente especial, pero igual de bueno». La web Entertainment Weekly lo definió como «ligero pero encantador», mientras que la revista Rolling Stone comentó: «Este disco demanda una habitación llena de calma y toda tu atención. Escúchalo de otra manera y puedes quedar decepcionado, incluso aburrido, por el disco. Y eso será tu mala suerte, porque Silver & Gold es Neil Young en su mejor momento silencioso y acústico: sencillo, romántico y directo».
A nivel comercial, Silver & Gold alcanzó el puesto 22 en la lista estadounidense Billboard 200 y el puesto diez en la lista británica UK Albums Chart. En Canadá, llegó al puesto cinco en la lista Canadian Albums Chart. En países europeos como Noruega, Alemania y Suecia obtuvo mejores resultados, alcanzando los puestos dos, cinco y nueve respectivamente.

## Lista de canciones
Todas las canciones escritas y compuestas por Neil Young. 
| N.º | Título                      | Duración |  |
| 1.  | «Good to See You»           | 2:49     |  |
| 2.  | «Silver & Gold»             | 3:16     |  |
| 3.  | «Daddy Went Walking»        | 4:01     |  |
| 4.  | «Buffalo Springfield Again» | 3:23     |  |
| 5.  | «The Great Divide»          | 4:34     |  |
| 6.  | «Horseshoe Man»             | 4:00     |  |
| 7.  | «Red Sun»                   | 2:48     |  |
| 8.  | «Distant Camera»            | 4:07     |  |
| 9.  | «Razor Love»                | 6:31     |  |
| 10. | «Without Rings»             | 3:41     |  |

## Personal
Músicos
- Neil Young: guitarra, piano, armónica y voz.
- Ben Keith: pedal steel y coros.
- Spooner Oldham: piano y órgano.
- Donald "Duck" Dunn: bajo
- Jim Keltner: batería
- Oscar Butterworth: batería en «Buffalo Springfield Again» y «The Great Divide».
- Linda Ronstadt: coros en «Red Sun».
- Emmylou Harris: coros en «Red Sun».

## Posición en listas
| País              | Lista                      | Posición |
| ----------------- | -------------------------- | -------- |
| Alemania          | Media Control Top-50 Chart | 5        |
| Austria           | Ö3 Austria Top 40          | 18       |
| Australia         | ARIA Albums Chart          | 30       |
| Bélgica (Flandes) | Ultratop 200 Albums        | 20       |
| Canadá            | Canadian Albums Chart      | 5        |
| Estados Unidos    | Billboard 200              | 22       |
| Finlandia         | Top 50 Albums              | 18       |
| Francia           | SNEP Albums Chart          | 38       |
| Italia            | FIMI Albums Chart          | 11       |
| Noruega           | VG-lista Albums Chart      | 2        |
| Nueva Zelanda     | New Zealand Music Chart    | 49       |
| Reino Unido       | UK Albums Chart            | 10       |
| Países Bajos      | Mega Album Tol 100         | 25       |
| Suecia            | Albums Top 60              | 9        |
| Suiza             | Hit Parade Albums Top 100  | 70       |